# 下堡镇 (巫溪县)
下堡镇，是中华人民共和国重庆市巫溪县下辖的一个乡镇级行政单位。

## 行政区划
下堡镇下辖以下地区：
下堡社区、宁桥社区、上栈村、龙安村、桔林村、下堡村、后坝村、宁桥村、石门村、金狮村和安里村。